# 방민수
방민수(方旻洙, 1992년 11월 4일~)는 대한민국의 래퍼이다. 보이 그룹 틴탑에서 '캡'이라는 활동명으로 리더, 메인래퍼로 활동하였다.

## 학력
- 대하초등학교
- 영성중학교
- 성남정보산업고등학교
- 동서울대학교 현대무용과

## 음반 외 활동
- 2012년 SBS MTV 《틴탑의 뜬다 백퍼》